# سیارک ۲۱۶۹۵
سیارک ۲۱۶۹۵ (به انگلیسی: 21695 Hannahwolf، نامگذاری:1999RG49) بیست و یک هزار و ششصد و نود و پنجمین سیارک کشف شده‌است که در ۷ سپتامبر ۱۹۹۹ کشف شد.
قدر مطلق سیارک برابر ۱۷.۸ است.